# Amenotokotachi
Amenotokotachi est une divinité primordiale japonaise. Il est apparu après Umashiashikabihikoji et avant Kuni-no-Tokotachi, étant l’un des derniers des cinq Amatsukami à émerger lors de la création du ciel et de la terre (en). Amenotokotachi est un Hitorigami, une divinité singulière née au commencement de l'univers et qui s'est cachée dès sa manifestation. Bien qu’il ne soit pas mentionné dans la version officielle du Nihon shoki, il figure dans le Kojiki et une version alternative du Nihon Shoki. Dans le sixième volume de la première section des Chroniques de l'Âge des Dieux, il est listé sous le nom d'Ame-no-Tokotachi-no-Mikoto, apparaissant en premier, précédant Umashiashikabihikoji-no-mikoto et Kuni-no-Tokotachi-no-kami.
Amenotokotachi est souvent considéré comme le symbole de la permanence du ciel. Le Kujiki l'identifie comme étant identique à Amenominakanushi no Mikoto.
Cette divinité est vénérée comme divinité invitée dans plusieurs sanctuaires importants, y compris le sanctuaire Izumo-taisha à Izumo, le sanctuaire Komagata (en) à Ōshū (Préfecture d'Iwate), et le sanctuaire Kamochi-jinja à Hino (Préfecture de Tottori).

## Voir également
- Ame-no-Minakanushi
- Takamimusubi
- Kamimusubi
- Umashiashikabihikoji
- Liste des dieux japonais